# Issam Ammour
Issam Ammour (* 14. April 1993 in Gießen) ist ein deutscher Bobfahrer. Er ist Bruder und Besatzungsmitglied des Bobpiloten Adam Ammour. 2024 wurde er Europameister und Vizeweltmeister im Zweierbob.

## Karriere
Ammour nahm als Jugendlicher regelmäßig an Leichtathletikwettkämpfen teil, in denen er national als 60- und 100-Meter-Sprinter bekannt wurde. Zwischenzeitlich spielte er American Football bei den Gießen Golden Dragons und wechselte 2015 in den Bobsport. Dort gehört er seit Beginn zu den schnellsten Anschiebern Deutschlands. Er gewann mehrmals beim zentralen Leistungstest, in der die Anschubgeschwindigkeit der deutschen Bobsportler zum Saisonstart ermittelt wird.
In seiner Zeit als Bobfahrer ist Ammour für verschiedene Piloten im Zweier- und Viererbob gefahren. Mit Richard Oelsner wurde Ammour 2019 Juniorenweltmeister im Zweier- und Viererbob. Zuletzt saß er im Schlitten des Piloten Hans-Peter Hannighofer.
Seit 2023 ist Ammour Besatzungsmitglied bei seinem Bruder und Piloten Adam Ammour, mit dem er auf Anhieb große Erfolge auf Weltebene einfahren konnte. In der Saison 2023/24 gewannen die Ammours erstmals die Selektion und Deutsche Meisterschaft in Winterberg in beiden Schlitten. Im Februar 2024 wurden sie Europameister sowie Vizeweltmeister im Zweierbob. Außerdem belegten die Brüder zusammen mit Benedikt Hertel und Rupert Schenk den dritten Platz bei der Weltmeisterschaft im Viererbob in Winterberg. 
Seit 2019 übt Issam Ammour seine Tätigkeit als Sportsoldat bei der Bundeswehr aus.